# トム・ロバートソン
トム・ロバートソン（Tom Robertson、1994年8月28日 - ）は、スーパーラグビー・パシフィック、フォースに所属するラグビー選手。

## プロフィール
- オーストラリア・ウェリントン出身[1]。
- ポジションはプロップ(PR)。
- 身長 180cm、体重 107kg
- U-20ラグビーオーストラリア代表に選ばれたことがある[2]。
- オーストラリア代表キャップは26（2021年10月現在）。

## 略歴
シドニー大学卒業後、シドニースターズ、NSWカントリーイーグルス、ワラターズを経て、2021年、フォースに加入。